# Mario La Canna
Mario La Canna (Cosenza, 13 settembre 1977) è un allenatore di calcio ed ex calciatore italiano, di ruolo attaccante, attuale allenatore dell’A.S.D Kratos Bisignano.

## Carriera
Ha totalizzato 52 presenze (e 2 reti) in Serie B con le maglie di Cosenza e Reggina squadra con la quale ha ottenuto una promozione in serie A nel campionato 2001-2002..
Il 10 agosto firma con la Luzzese (squadra locale della provincia di Cosenza) militante in Promozione girone A, l'anno si conclude con la promozione in eccellenza.
Nel 2016-2017 si accorda con la Polisportiva Olympic Acri che milita nel Campionato di Promozione, Girone A.
L'anno seguente ritorna alla Luzzese in Eccellenza.
Dopo aver ottenuto il patentino di allenatore allena la Polisportiva Mendicino 1969, militante nel campionato di terza categoria.

## Palmarès

### Club

#### Competizioni nazionali
- Coppa Italia Serie C: 1

Bassano: 2007-2008